# Jacob Murillo
Jacob Israel Murillo Moncada (Chambo, 31 marzo 1993) è un calciatore colombiano, attaccante del Template:Calcio Daquilema.

## Caratteristiche tecniche
È un'ala mancina.

## Carriera

### Nazionale
Con la nazionale Under-20 colombiana ha disputato il campionato sudamericano del 2013.
Ha esordito con la nazionale maggiore il 26 luglio 2017 in un'amichevole vinta 3-1 contro Trinidad e Tobago.

## Statistiche

### Cronologia presenze e reti in nazionale
| Cronologia completa delle presenze e delle reti in nazionale ― Colombia | Cronologia completa delle presenze e delle reti in nazionale ― Colombia | Cronologia completa delle presenze e delle reti in nazionale ― Colombia | Cronologia completa delle presenze e delle reti in nazionale ― Colombia | Cronologia completa delle presenze e delle reti in nazionale ― Colombia | Cronologia completa delle presenze e delle reti in nazionale ― Colombia | Cronologia completa delle presenze e delle reti in nazionale ― Colombia | Cronologia completa delle presenze e delle reti in nazionale ― Colombia |
| Data                                                                    | Città                                                                   | In casa                                                                 | Risultato                                                               | Ospiti                                                                  | Competizione                                                            | Reti                                                                    | Note                                                                    |
| ----------------------------------------------------------------------- | ----------------------------------------------------------------------- | ----------------------------------------------------------------------- | ----------------------------------------------------------------------- | ----------------------------------------------------------------------- | ----------------------------------------------------------------------- | ----------------------------------------------------------------------- | ----------------------------------------------------------------------- |
| 26-7-2017                                                               | Guayaquil                                                               | Ecuador                                                                 | 3 – 1                                                                   | Trinidad e Tobago                                                       | Amichevole                                                              | 1                                                                       | 80’ 94’                                                                 |
| 5-10-2017                                                               | Santiago del Cile                                                       | Cile                                                                    | 2 – 1                                                                   | Ecuador                                                                 | Qual. Mondiali 2018                                                     | -                                                                       | 76’                                                                     |
| Totale                                                                  |                                                                         | Presenze                                                                | 2                                                                       |                                                                         | Reti                                                                    | 1                                                                       |                                                                         |